# Louis Couperin
Louis Couperin, francoski baročni skladatelj in organist, * 1626, † 1661.